# Daniel Sanabria
Daniel Horacio Sanabria Gueyraud (Asunción, 8 de febrero de 1977) es un exfutbolista paraguayo, que jugaba como defensa. 
Durante su carrera ha jugado por los clubes Sportivo Luqueño, Libertad y Olimpia de Paraguay, Colo-Colo de Chile, América Futebol Clube de Brasil, Independiente Medellín de Colombia

## Trayectoria

### Clubes
| Club                   | País     | Año         |
| ---------------------- | -------- | ----------- |
| Sport Colombia         | Paraguay | 1995 - 1998 |
| 12 de Octubre          | Paraguay | 1999        |
| Shonan Bellmare        | Japón    | 2000        |
| Libertad               | Paraguay | 2001 - 2002 |
| Kyoto Sanga            | Japón    | 2002        |
| Libertad               | Paraguay | 2003 - 2004 |
| Colo-Colo              | Chile    | 2005        |
| Sportivo Luqueño       | Paraguay | 2005        |
| Olimpia                | Paraguay | 2006        |
| América Futebol Clube  | Brasil   | 2007        |
| Independiente Medellín | Colombia | 2008        |